# John Stahl
John Stahl (Sauchie, 1953 – Isola di Lewis, 2 marzo 2022) è stato un attore britannico.

## Biografia
Nato a Sauchie, nel Clackmannanshire, Regno Unito, Stahl è noto principalmente per aver interpretato dal 1987 al 2003 il personaggio ricorrente di Tom "Inverdarroch" Kerr in 114 episodi della soap opera britannica Take the High Road. Ha inoltre preso parte alla seconda e alla terza stagione della serie televisiva della HBO Il Trono di Spade (Game of Thrones) nel ruolo di Rickard Karstark.
Molto attivo anche nel teatro, ha contribuito alla produzione del Frankenstein diretto da Danny Boyle al Royal National Theatre (2011), trasmesso in diretta nel circuito del National Theatre Live.

## Filmografia

### Cinema
- A Sense of Freedom, regia di John Mackenzie (1979)
- Loch Ness, regia di John Henderson (1996)
- Much Ado About Nothing, regia di Jeremy Herrin (2012)
- Vittoria e Abdul (Victoria & Abdul), regia di Stephen Frears (2017)
- Maria regina di Scozia (Mary Queen of Scots), regia di Josie Rourke (2018)
- Un castello per Natale (A Castle for Christmas), regia di Mary Lambert (2021)

### Televisione
- Garnock Way – serie TV (1976)
- The Mackinnons – serie TV, 2 episodi (1977)
- Take the High Road – soap opera, 114 episodi (1987-2003)
- Taggart – serie TV, 1 episodio (1994)
- Crime Story – serie TV, 1 episodio (1994)
- The Tales of Para Handy – serie TV, 1 episodio (1995)
- Resort to Murder – miniserie TV, 5 episodi (1995)
- Jolly: A Life – film TV (1995)
- Doctor Finlay – serie TV, 1 episodio (1996)
- Murder Rooms: Mysteries of the Real Sherlock Holmes – serie TV, 1 episodio (2001)
- Doctors – serie TV, 1 episodio (2003)
- Rebus – serie TV, 1 episodio (2007)
- Holby City – serie TV, 2 episodi (2008, 2011)
- Being Human – serie TV, 3 episodi (2010)
- Il Trono di Spade (Game of Thrones) – serie TV, stagioni 2-3, 5 episodi (2012-2013)
- Shetland – serie TV, 1 episodio (2016)
- L'ispettore Barnaby (Midsomer Murders) – serie TV, 1 episodio (2019)